# Emesis nilus
Emesis nilus är en fjärilsart som beskrevs av Felder 1861. Emesis nilus ingår i släktet Emesis och familjen Riodinidae. Inga underarter finns listade i Catalogue of Life.